# Ayodhya
Ayodhya (o Ajodhya, Ayodhaya, Oudh) è una suddivisione dell'India, classificata come municipal board, di 49.593 abitanti, situata nel distretto di Ayodhya, nello stato federato dell'Uttar Pradesh. In base al numero di abitanti la città rientra nella classe III (da 20.000 a 49.999 persone).

## Storia
Il nome in hindi significa "impenetrabile"; è un'antica città sulla riva destra del fiume Gaghra a sei chilometri da Faizabad. È una delle sette città sacre dell'induismo ed è ugualmente sacra anche per i buddhisti: si tramanda infatti che il Buddha vi abbia predicato per sette anni. Secondo i giainisti, infine, questa fu la città natale del primo Tirthankara, Rishaba.
Quest'antica città (chiamata anche Saketa) capitale del Regno di Kosala, è stata la patria di Ashvaghosha. Qui visse anche Asanga e suo fratello Vasubandhu. Il pellegrino cinese Xuanzang la visitò nel VII secolo. Il poeta di lingua Avadhi Tulsidas iniziò qui a scrivere la sua versione del Ramayana. È considerata sacra soprattutto per essere stata la capitale del regno di Rama, l'eroe del Rāmāyaṇa, e prima di lui del re Ikshvaku, il fondatore della dinastia "solare" (Suryavamsa) dei re indiani e degli antenati di Rama. Sono tuttora celebrati in città con un festival i personaggi del Ramayana. Fu ricostruita dal re Vikramaditya, che vi spostò la propria corte; fu anche capitale di Chandragupta II. Secondo una tradizione, il fondatore della città fu lo stesso Manu, il primo uomo.
Nell'anno 1350 fu fondata la nuova capitale del Siam e in omaggio a Ayodhya le fu dato il nome Ayutthaya, che avrebbe dominato buona parte del Sud-est asiatico per oltre 4 secoli, ponendo le basi per la fondazione dell'odierna Thailandia. In epoca moderna Ayodhya prese il nome Audh (o Oudh) e fu annessa al territorio di Agra, mentre ai tempi dell'India Britannica fu conosciuta con il nome di Agra e Oudh. In questo periodo fu governata da diversi nababbi, il più celebre dei quali fu Asaf ud-Daula (1775-1797). Un gran numero di templi circonda oggi le rovine dell'antica città.

## Monumenti e luoghi d'interesse
- Ram Mandir, tempio indù costruito a partire dal 2020 nel sito di Ram Janmabhoomi, l'ipotetico luogo di nascita di Rāma, una delle principali divinità dell'induismo. Il tempio è stato inaugurato dal primo ministro indiano Narendra Modi il 22 gennaio 2024[5] e dovrebbe diventare uno dei luoghi principali di pellegrinaggio della religione induista ed il sito religioso più visitato al mondo[6].  Precedentemente sul sito sorgeva una moschea cinquecentesca, demolita da una folla di attivisti del Vishva Hindu Parishad nel 1992. L'azione, che ha sollevato molte controversie, non ha fatto che approfondire la lunga disputa di Ayodhya.

## Società

### Evoluzione demografica
Al censimento del 2001 la popolazione di Ayodhya assommava a 49.593 persone, delle quali 29.234 maschi e 20.359 femmine. I bambini di età inferiore o uguale ai sei anni assommavano a 5.937, dei quali 3.022 maschi e 2.915 femmine. Infine, coloro che erano in grado di saper almeno leggere e scrivere erano 31.994, dei quali 21.157 maschi e 10.837 femmine.